# Enrique Sahagún
Eufronio Enrique Sahagún Santos (Valdearcos, Santas Martas, 27 de noviembre de 1943) fue un ciclista español, que fue profesional entre 1968 y 1974.

## Palmarés
- 1969
  - Vencedor de 2 etapas a la Vuelta a Guatemala
- 1970
  - Vencedor de una etapa a la Vuelta a Levante
- 1974
  - Vencedor de una etapa a los Tres días de Leganés

### Resultados en laVuelta a España
- 1971. 13º de la clasificación general
- 1972. 20º de la clasificación general
- 1974. 51.º de la clasificación general.

### Resultados en el Giro de Italia
- 1970. 38è de la clasificación general